# 전 과정 평가
전 과정 평가(life-cycle assessment)는 제품 또는 시스템의 모든 과정인 원료채취 단계, 가공, 조립, 수송, 사용, 폐기의 모든 과정에 걸쳐 에너지와 광물자원의 사용과 이로 인한 대기 및 수계, 토양으로의 환경 부하량을 정량화하고 이들이 환경이 미치는 잠재적 악영향을 규명하고, 환경부하가 환경에 미치는 영향을 평가하여, 이를 저감, 개선하고자 하는 기법이다.
이 기법의 대상으로는 단순한 제품에서 복잡한 시스템에 이르기까지 목적에 따라 자유롭게 설정할 수가 있으며, 환경에 대한 영향은 국지적인 환경오염물의 배출뿐만 아니라 자원,에너지의 소비 또는 인간의 건강,생태학적 영향까지 포함한다. 이 기법의 목적은 인간활동의 다양한 국면에서 환경부하를 저감하는 방향으로 의사결정을 하기 위한 판단재료를 제공하는 데 있으며, 이러한 측면에서의 평가방법이 지역환경문제와 동시에 지구환경문제를 억제하는 데 있어 유효하다. 전 과정 평가에서는 관련된 투입물과 산출물에 대한 목록을 작성하고 이들과 연관된 잠재적인 환경영향을 평가하며, 연구목적과 관련해서 목록분석 결과와 영향평가 결과를 해석함으로써 제품과 연관된 환경측면과 잠재적인 환경영향을 평가한다. 기본적인 구성은 목적 및 범위의 설정, 목록분석, 영향평가, 결과해석으로 이루어져 있다.

## 목표와 범위 설정(Goal and Scope Definition)
목표와 범위를 설정하는 과정은 목표와 방법을 정하는 전 과정 평가의 한 단계이다.이 단계에서 결정을 내리는데 이용되는 정보의 타입,결과의 정확도, 전 과정 평과의 결과가 해석되는 방법은 꼭 고려되어야 한다. 목표와 범위 설정 단계는 단위 기능의 설정, 시스템 영역 결정, 분배, 데이터의 질적 요구정도 결정의 4가지 단계로 크게 구분된다.

### 단위 기
단위 기능을 이해하기 위해선 다음의 예를 생각하면 된다. 같은 기능을 수행하는 두 제품을 비교함에 있어 같은 질량이 환경에 미치는 영향을 비교하는 것은 공정하다고 생각하는가?
다음의 예를 생각해보자. 플라스틱 병과 종이팩 병을 비교하면 5kg의 플라스틱 병과 5kg의 종이팩 병은 같은 양의 우유를 담을 수 없다. 그러므로 같은 질량의 두 제품은 기능의 양적으로 보았을 때 공정한 비교가 되지 못한다. 그렇기 때문에 두 제품을 비교하기 위해선 같은 질량을 비교하기 보다는 같은 양의 우유를 담을 수 있는 만큼의 질량을 비교하는 것이 기능의 양 적으로 공정한 비교가 될 것이다. 위의 예시에서 같은 양의 우유를 담을 수 있는 기능이 바로 단위 기능이다. 단위 기능은 두 제품의 비교에서 양적으로 공정한 비교를 가능하게 만들어준다. 하지만 단위 기능만 설정했다고 해서 공정한 비교가 되지는 않는다. 첫 번째 예로는 같은 기능을 할 수 있지만 두 제품중 하나의 제품이 더욱 많은 기능을 가지고 있어 비교가 공정하지 않은 경우이다. 신문을 보는 것과 태블릿 PC를 통해 인터넷 기사를 읽는 것중 어느 것이 환경에 나을 것인지에 대한 비교를 예로 들자면, 신문을 보는 것은 종이와 잉크사용량이 막대하기 때문에 환경에 대한 영향이 클 것이라고 예상할 수 있고, 태블릿 PC를 쓰는 경우는 전기 사용으로 인해 환경에 악영향을 미칠 수 있을 것이라고 예상할 수 있다. 얼핏 보기에는 같은 기능을 하는 두 제품에 대한 비교라고 생각할 수 있지만 이는 그렇지 않다. 태블릿 PC는 인터넷 기사를 읽는 용도 이외에도 굉장히 많은 기능을 가지고 있다. 만약 태블릿 PC로 기사를 보는 것이 신문으로 기사를 보는 것보다 환경에 악영향이 크다고 결과가 나오더라도, 태블릿 PC는 기능이 더 많기 때문에 이 비교는 불공정하다. 또한 2번째 예로는 완전히 같은 기능을 하지만 비교가 공정하지 않은 경우이다. 화장실에서 손을 닦는 기능만 수행하는 페이퍼 타월과 핸드 드라이어를 비교해보도록 하자. 아까와 마찬가지로 페이퍼 타월은 종이이기 때문에 나무 사용에 대해 자원소모가 심할 것이고, 핸드 드라이어는 전기 사용으로 인해 환경에 미치는 영향이 클 것이다. 이 경우에 있어서는 두 제품이 완전히 같은 기능을 하기 때문에 비교가 공정할 것이라고 생각할 수 있지만, 이 경우는 두 제품의 기능이 질적으로 다르다고 할 수 있다. 페이퍼 타월을 이용하면 페이퍼 타월 2장만 뽑아서 10초안에 손을 닦을 수 있지만, 핸드 드라이어를 이용하면 4~50초 정도의 시간을 소모해야 한다.(물론 혹자는 페이퍼 타월을 이용하면 손에 페이퍼 타월이 묻을 수 있고 찜찜하기에 핸드 드라이어가 기능이 질적으로 높다고 생각할 수도 있다). 결국 두 제품의 기능이 이렇게 질적으로 다르기 때문에 두 제품을 전 과정 평과에 의해 환경에 미치는 영향만 비교하는 것이 공정하지 못하다고 할 수 있다. 그로므로 환경적 영향에 대해 두 제품을 공정하게 비교하기 위해선 단위기능을 이용하여 기능의 양을 공정하게 설정하고, 두 제품의 기능의 질 역시 비교하는 것이 필요하다.

### 시스템 영역(System Boundary)
시스템 영역은 LCA 프로젝트에 포함되어야 하는 단위 공정을 결정한다. 여기서 단위 공정이란 원료물질 채취, 제조, 사용, 폐기(재활용, 소각, 매립)와 같은 공정 하나하나를 의미한다. LCA 프로젝트에 포함되어야 하는 단위 공정을 결정하는 단계는 가정과 한계가 필요하다. 환경에 영향을 미칠 수 있는 모든 공정을 포함하게 되면 우리는 더욱 정확한 데이터를 얻을 수 있을 것이다. 하지만 그렇게 하면 할수록 프로젝트를 수행하는 데에 걸리는 시간은 길어지고 인적 자원소모도 커질 것이다. 그러므로 영향이 적은 부분은 시스템 영역에 포함시키지 않는 것이 현명하다. 예를 들어, 페이퍼 타월이 환경에 미치는 영향을 조사하기 위해선 기본적으로 나무를 베어 페이퍼 타월을 만드는 공정, 페이퍼 타월을 사용하고 폐기하는 공정이 필요하다. 거기서 더욱 정확한 데이터를 얻기 위해선 시스템 영역에 페이퍼 타월을 쓰고 버리는 데 쓰이는 비닐에 대한 공정(비닐 제조 및 폐기)을 추가할 수도 있으며, 쓰레기통에 대한 공정(플라스틱 제조, 플라스틱을 이용해 쓰레기통을 제조, 쓰레기통 사용 후 폐기)도 추가할 수 있다. 또한, 나무를 베어 펄프를 만드는 과정에서 쓰이는 도끼를 만드는 것에 대한 공정도 추가할 수도 있다. 이렇게 공정을 추가하다 보면 끝도 없이 공정이 늘어나게 될 것이다. 이 때 페이퍼 타월이 주는 영향 중 큰 영향을 주는 공정만 포함시켜 프로젝트에 걸리는 인적 자원 및 시간 소비를 줄이는 것이 매우 중요하다. 결국 시스템 영역을 결정하기 위해선 어느정도의 적절한 가정과 데이터 수집의 한계점을 우선 결정해야 한다.

### 할당(Allocation)
할당은 제품의 직접적인 환경에 미치는 영향 이외에 간접적으로 환경에 미치는 영향을 나타낼 수 있는 매우 중요한 요소이다. 이를 이해하기 위해선 부산물(Co-Product)에 대한 이해가 필요하다. 부산물(Co-Product)는 제품의 생산 공정에서 우리가 목표로 삼은 제품이외에 필요없는 물질이 생산되는 것을 의미한다. 제품의 환경에 미치는 영향을 제대로 보여주기 위해선 제품의 생산공정에서 생산되는 부산물이 환경에 미치는 영향(간접적인 영향)을 이해하고 그 양을 수치화하는 것이 필수이다.

### 데이터의 질적 요구정도 결정(Data quality requirement)
결과의 신뢰성은 데이터 질적 정도와 밀접한 연관이 있다. 아래의 항목들은 반드시 고려되어야한다.
- 시간 적용범위
- 기술 적용범위
- 지리적인 적용범위
- 데이터의 정확성, 완성도, 대표성
- 정보와 데이터의 불확실성
- 데이터의 재활용 가능성

## 목록분석(Inventory Analysis)
LCA의 핵심적인 단계로 대상물의 전 과정 (Life Cycle)에 걸쳐서 투입 (Input)되는 자원과 에너지 및 생산 또는 배출 (Output)되는 제품·부산물의 데이터를 수집하고, 환경부하항목에 관한 입출력 목록을 구축하는 단계이다. :목록분석 단계는 Flow diagram의 생성, 데이터 수집 계획 수립, 데이터 수집, 결과 보고 의 4가지 단계로 이루어진다. 플로 다이어그램(flow diagram)이란, 제품의 공정에 사용되는 에너지, 수송, 자원, 제품의 공정으로 인해 생성되는 환경무해 자원, 환경유해 자원, 완성된 제품을 모두 표시한 diagram으로 이를 복잡히 그리면 그릴수록 결과의 정확성과 유용성이 증가한다. 하지만, 불행하게도 flow diagram이 복잡해 질수록 데이터 수집에 더 많은 자원과 시간이 소비되므로 앞의 목표설정에서 정의한 정확도 정도에 맞게 알맞은 flow diagram을 생성하는 것이 중요하다. 목록분석 단계에서는 플로 다이어그램을 그린 후 각각의 공장에 투입되는 투입물들의 양을 수치화하고 (예, 핸드 드라이어를 만들기 위해선 구리 1kg, 철 2kg, ABS합성수지 5kg, 아연 2kg이 필요하며, 핸드 드라이어를 한번 사용하기 위해선 30초의 시간이 소모되며 이때 2.3kw의 전기를 소비한다.) 이에 따른 배출물들의 양을 수치화하는 작업을 수행한다. 목록분석 단계에서는 보통 많은 시간과 노력이 필요하며 쉽게 실수가 일어날 수 있다. 플라스틱, 알루미늄, 철, 종이 등 다양한 물질에 대해 환경에 미치는 영향에 대한 목록분석 결과가 저작권 없이 공유되고 있다. 하지만 이런 데이터들은 우리가 수행하는 프로젝트의 목적과 범위에 맞지 않는 데이터일 수 있기에 우리의 예상과 일치하지 않는 값일 경우가 있다. 이외에도, 질량과 에너지의 균형은 정확하지 않아 열역학의 법칙을 위배하는 경우가 종종 발생한다.

## 영향평가 (Impact Assessment)
목록분석에서 얻어진 데이터를 근거로 각 환경부하항목에 대한 목록결과를 각 환경영향 범주로 분류하여 환경영향을 분석·평가하는 단계이다. 때로는 각 범주의 환경영향을 종합하여 전체로서 환경에 주는 영향을 분석·평가하기도 한다. 이 단계에서 고려하는 평각범위로는 지구환경문제를 중심으로 다음과 같은 내용을 포함하고 있다. :목록분석의 결과는 해석하기가 굉장히 어려운 구조로 되어있다. 원료채취 단계에 있어 각 원료별 환경에 유해한 물질의 방출량을 모두 표시하고 있으며 에너지 사용이나 폐기에 있어서도 한눈에 보기가 굉장히 어렵게 되어있다. 이렇게 보기가 어려운 데이터를 특성화, 정규화, 가중화를 통해 한눈에 보기 쉽게 표시한다. 특성화란 다음과 같다. 예를 들어 물질 1,2의 방출량을 5, 10으로 표시한 데이터는 일반인에게는 아무런 의미가 없다. 이를 자원/ 에너지 소비량에 미치는 영향은 모두 물질 1의 양으로 특성화하고, 산성비에 미치는 영향은 물질 2로 특성화한다. 자원 / 에너지 소비량 부분에 있어서는 물질 2가 물질 1보다 영향이 3배 클 경우에 물질 2의 양에 3을 곱하여 물질 1의 양과 더하면 자원 / 에너지 소비량에 미치는 영향을 모두 물질 1의 양으로 특성화 할 수 있다. 이런 방식을 통해 아래의 표와 같은 부분으로 데이터를 모두 특성화 할 수 있다. 하지만 특성화를 하고 난 후에는 각 부분별로 단위 물질의 양이 다른 문제가 생길 수 있다. 이를 1년의 그 물질량에 대한 총 비율로 모두 단위를 통일하게 된다면 각 부분별로 단위를 모두 통일시킬 수 있다. 이를 정규화라고 한다. 마지막으로, 12개의 부분을 보았을 때, 어떤 부분에선 이 제품이 좋지만, 다른 부분에서 다른 제품이 좋을 경우 두 제품의 직접적인 비교가 힘들다는 문제점을 해결하는 방법이 가중화이다. 12개의 부분별로 환경에 미치는 정도를 계수로 정한 후, 한 제품에서 환경에 미치는 12개의 부분별로 정규화한 값을 모두 계수를 곱해 더하면 하나의 값이 나오게 된다. 이를 통하면 두 제품의 직접적인 비교가 가능하다.
| - 자원/에너지 소비량 - 산성비 - 해양오염 - 야생생물의 감소 | - 지구온난화 - 대기/수질오염 - 삼림파괴 - 인간의 건강위해 | - 오존층의 고갈 - 위해폐기물 - 사막화 - 토지이용 |

## 결과의 해석 (Interpretation)
목록분석과 영향평가의 결과를 단독으로 또는 종합하여 평가, 해석하는 단계이다. 해석결과는 LCA를 실시한 목적과 범위에 대한 결론이 되며, 환경개선을 도모할 경우 조치는 이 결과를 기초로 하여 이루어진다. :영향평가의 결과만으로는 특정제품 또는 시스템이 다른 제품이나 시스템보다 환경성이 우수하다는 비교주장을 하기가 어려우므로, 목록분석과 영향평가의 결과들이 정리·검토되어 설정된 전과정평가의 목적에 적합한 결정을 내리기 위해서는 각 단계에 대한 해석이 필요하며, 전과정평가에 대한 해석은 목적 및 범위와 일치해야 하며, 일관성 및 완전성이 보장되어야 하고, 이해하기 쉬워야 한다. 전과정평가의 목적에 대한 해석은 평가결과와 비교하여 신뢰성과 유효성을 검토하게 되며, 목록분석 결과로는 다른 제품 또는 시스템과의 정성적인 비교가 가능하다. 영향분석에 대한 해석에는 환경영향의 정량적 평가, 각 환경문제의 상대적 중요성에 대한 단일지표에 의한 상대평가, 제품시스템의 개선에 대한 검토 등이 포함될 수 있다.

## 전 과정 평가(LCA) 사례
전 과정 평과의 사례로서 실제 Dyson이란 회사에서 진행한 핸드 드라이어에 대한 전 과정 평가가 있을 수 있다. 우선 목표와 범위는 다음과 같다. 목표는 환경에 미치는 영향이 작은 핸드 드라이어를 생산하기 위함이다. 범위는 알류미늄 커버의 일반적인 핸드 드라이어, 플라스틱 커버의 일반적인 핸드 드라이어, 회사에서 개발한 친환경 핸드 드라이어, 일반적인 핸드 드라이어, 100%재활용 재료료 만든 페이퍼 타월, 재활용 없이 실제 제조로 만든 페이퍼 타월, 면 수건의 7가지에 대해 환경에 미치는 영향을 모두 비교하는 것이다. 실제 리포트에는 7가지의 제품에 대해 목록분석, 영향평가를 통한 비교가 모두 상세히 나와 있으며, 이를 통해 정부의 환경관리부서 정책관리자, 회사의 정책관리자는 이를 이용할 수 있을 것이다. 이 외에도 일회용 기저귀와 빨아서 다시 쓸 수 있는 기저귀의 비교, 종이컵과 머그컵에 대한 비교, 종이 가방과 비닐 가방의 비교(마트) 등등 적용사례는 무수히 많으며 전과정 평가는 환경공학측면에서 유용하게 이용되고 있다.

## 같이 보기
- 바이오 연료
- 탄소 발자국
- 감가상각
- 생태발자국
- 물 발자국